# 알폰소 포르티요

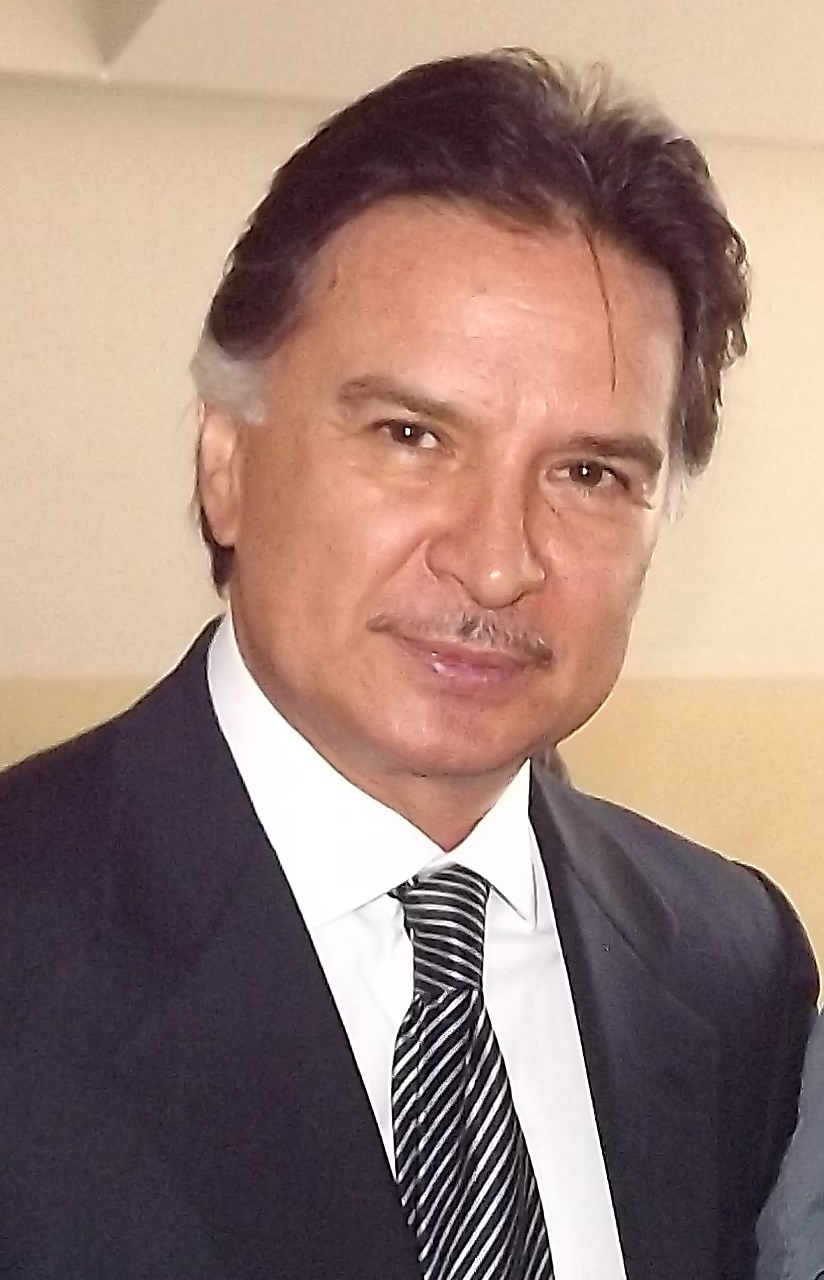

알폰소 안토니오 포르티요 카브레라 (Alfonso Antonio Portillo Cabrera, 1951년 9월 24일 ~ )는 과테말라의 정치인이다. 2000년부터 2004년까지 과테말라의 대통령으로 재임했었다.